# Schnitthaltigkeit
Unter der Schnitthaltigkeit versteht man den Widerstand der Schneide eines Messers oder anderen Schneidwerkzeugs gegen Abnutzung durch mechanische, thermische und chemische Einflüsse. Schnitthaltigkeit beschreibt also, wie lange eine Klinge über einen bestimmten Gebrauchszeitraum und unter bestimmten Einsatzbedingungen scharf bleibt.

## Einflussgrößen
Der Aspekt der Schnitthaltigkeit einer Messerklinge ist ein vielfach diskutiertes Thema. Fast bei jedem Kauf eines Messers wird die Frage nach dieser Eigenschaft aufgeworfen. Technisch gesehen sind die grundlegenden Einflussgrößen, welche die Schnitthaltigkeit einer Klinge maßgeblich beeinflussen, vielfältig und komplex miteinander verbunden.
Die Schnitthaltigkeit von Klingen aus verschiedenen Werkstoffen richtet sich zum einen nach dem Werkstoff und dessen mechanisch-chemischen Eigenschaften, dem Schnitttyp, also ob z. B. ziehender Schnitt oder drückender Schnitt vorliegt, und dem zu schneidenden Schnittgut (z. B. Fleisch, Gemüse, Holz, Leder), das geschnitten werden soll.  
Bei Handmessern, also Messern für den täglichen Gebrauch, ist vor allem das Verhalten des Nutzers selbst zu nennen, das maßgeblich über die Schnitthaltigkeit einer Klinge entscheidet. Bei unsachgemäßem oder artfremdem Umgang, zum Beispiel, wenn Dosen geöffnet oder auf Keramiktellern geschnitten wird, nutzt sich eine Schneide schnell ab oder wird gar zerstört.
Ein weiterer entscheidender Aspekt kommt bei Stahlwerkstoffen der Wärmebehandlung zu. Ist diese unsachgemäß ausgeführt, dann sind selbst die besten Legierungen nicht in der Lage, gute Schnitthaltigkeit zu bieten.
Zuletzt ist die Schnitthaltigkeit noch davon abhängig, welche Geometrie die Schneide (Schneidenwinkel, Gratfreiheit) selbst hat.
Dünne Schneiden und spitze Winkel an der Schneide garantieren bei geeigneten Werkstoffen eine hohe Schneidfähigkeit und Schneidhaltigkeit auf hohem Schärfe- und Qualitätsniveau.
Ist allerdings der Stahl ungeeignet für solche schneidfreudigen Schneidengeometrien, wie zum Beispiel die sehr hoch legierten verschleißfesten pulvermetallurgischen Stähle oder Keramik, dann verliert eine Klinge besonders schnell ihre Schneidfähigkeit.

## Einfluss der Werkstoffe
Aus Sicht der Werkstofftechnik sind folgende Zusammenhänge bekannt: Klassische einfach legierte Stähle wie die Kohlenstoffstähle (Dt. Werkstoffnummer/AISI z. B. 1.2842=02; 1.2510=O1; 100Cr6=52100) mit geringen Gehalten an weiteren Legierungselementen (Chrom, Vanadium, Wolfram, Mangan, Niob) sind vor allem im drückenden Schnitt verschleißfesteren und hoch legierten Werkstoffen, wie z. B. den modernen pulvermetallurgischen Stählen, weit überlegen.
Klingen aus den einfacheren Kohlenstoffstählen besitzen bei höheren Härtewerten in der Regel eine höhere Zähigkeit und Stabilität der Schneidkante. Außerdem sind die Carbidverbindungen, die in solchen Stählen fast immer vorhanden sind, in ihrer Dimension viel kleiner und geringer in ihrer Zahl als die Carbide in höher legierten und damit verschleißfesteren Stählen. Kurz gesagt, ist der einfach legierte Stahl „feinkörniger“. Die Schneide kann demnach dünner, feiner und in einem spitzeren Winkel an der Schneide geschliffen werden. Das führt im Vergleich zu Klingen aus höher legierten Werkstoffen zu einer bedeutend besseren Schneidfähigkeit und höheren Schärfe. Die Kohlenstoffstahl-Klingen verfügen zudem über eine leichtere Schärfbarkeit. Nachteil ist die Korrosionsanfälligkeit, die sich aber durch richtigen Umgang in Grenzen hält. Meist bildet sich nur eine graue Patina, die aber völlig unbedenklich ist. Zur Grundpflege empfiehlt sich daher am besten, die Messer zuerst feucht, dann trocken abzuwischen. Weiterhin gilt: „Keine Spülmaschine!“ und nur kurzer Kontakt mit Spülwasser, sonst läuft man Gefahr, dass die Schneide wegen Korrosion an der Schnittkante schnell ihre Schärfe verliert.
Verschleißfeste Werkstoffe (Dt. Werkstoffnummer/AISI z. B. 1.2379=D2; 1.4125=440C; CPM S30V; etc.) eignen sich aufgrund ihrer meist derben Werkstoffstruktur (viele oder auch große und grobe Carbide) eher für den ziehenden Schnitt, dessen Qualitätsniveau bedeutend geringer ist als die des drückenden Schnittes. Trotzdem sind diese Werkstoffe natürlich für Messer einsetzbar und werden auch genutzt. Ein typisches und auch noch sinnvolles Anwendungsfeld sind die klassischen Jagdmesser. Die oft stark mit Sand und Erdreich verschmutzten Tierfelle wirken sehr verschleißend auf die Schneide von Klingen. Die große Anzahl von Carbiden hilft hier, im ziehenden Schnitt eine zwar mäßig scharfe, aber lang anhaltende offene Schneide zu bewahren.
Der Mechanismus hierbei ist, dass die hoch legierten Werkstoffe aufgrund von stetig mehr werdenden Ausbrüchen von feinen Partikeln an der Schneidkante eine eher „offene“ raue Schneide bieten. Die Schneide gleicht nach kurzer Zeit einer Mikrosäge, die sich dann auf einem mäßigen Schärfe- und Qualitätsniveau stabilisiert. Dieses Niveau wird von vielen Anwendern als ausreichend wahrgenommen; damit erklärt sich auch die Empfindung langer Schneidhaltigkeit von Klingen mit hoch legierten Werkstoffen. Zusätzlicher Nachteil dieser Werkstoffe ist, dass Klingen daraus sich relativ schlecht schärfen lassen und nur derbe Schneiden mit groben Winkeln stabil annehmen.